# Glesborg
Glesborg är en tätort i Norddjurs kommun i Danmark. Glesborg hade 607 invånare 2025. Den var centralort för Nørre Djurs kommun 1970-2006.
I byn ligger Glesborg kyrka. En bit från byn (i Hemmed) fanns en station längs Gjerrildbanen.